# Endorheisk sjö
En endorheisk sjö är en insjö som saknar naturliga utlopp. Resultatet blir oftast en anrikning av salt, då vatten avgår genom avdunstning. Endorheiska sjöar har inte sällan högre salthalt än havet. 
Ett endorheiskt bäcken är ett bäcken som saknar utlopp till havet. Vattendragen i ett sådant bäcken avdunstar på sin väg utför eller mynnar ut i en endorheisk sjö i bäckenets lägsta del. I det senare fallet utgör det endorheiska bäckenet avrinningsområde för sjön. 

## Exempel på endorheiska sjöar och bäcken

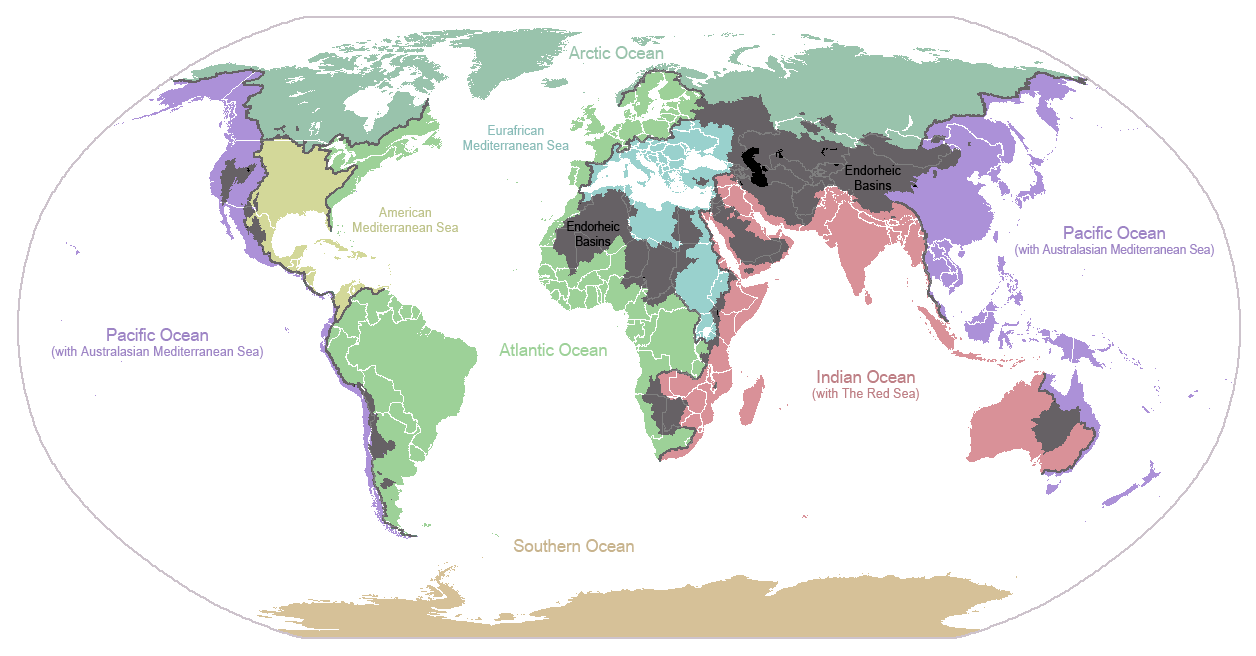
Grå färg visar de endorheiska bäckenen i världen. Svarta områden inom dessa är endorheiska sjöar. Kulörta färger är avrinningsområden till de stora oceanerna och de grå linjerna är vattendelare mellan dessa.

Från väst till öst:
- Stora Saltsjön, Nordamerika
- Tchadsjön, Afrika
- Okavangobäckenet, Afrika
- Döda havet, Asien
- Kaspiska havet, Asien/Europa
- Aralsjön, Asien
- Eyresjön, Australien